# Saint-Plaisir

Saint-Pierre-Laval este o comună în departamentul Allier din centrul Franței. În 1 ianuarie 2022 avea o populație de 423 de locuitori.